# Monastero di Solovki
Il monastero di Solovki (in russo Соловецкий монастырь?) è situato sulle isole Solovki nel Mar Bianco, in Russia. Conserva importanti opere architettoniche risalenti al XVI secolo ed è uno dei cremlini più settentrionali della Russia, amministrativamente appartiene all'oblast' di Arcangelo, anche se fattivamente si trova in Carelia.

## Origini
Venne fondato da due monaci provenienti dal Monastero di San Cirillo di Beloozero, desiderosi di imitare i padri del deserto egiziano. Alla ricerca di un luogo lontano dal mondo, scelsero le isole vicine al circolo polare artico e vi si stanziarono alla metà del XV secolo.
Sull'isola principale, Bol'šoj Soloveckij, costruirono alcune chiese e gli edifici necessari per la vita comune e poi circondarono il complesso con alte mura. Sulle cinque isole minori eressero chiese più piccole ed eremi.
Dalla fine del XVI secolo l'abbazia era diventata uno dei centri religiosi più importanti della Russia.
L'attuale cremlino e le principali chiese vennero costruite nel XVI secolo, durante la prima parte del regno di Ivan IV Il Terribile, dietro richiesta del vescovo metropolita di Mosca, Filippo II. L'abbazia acquisì notorietà e divenne uno dei centri religiosi più importanti della Russia.
Agli inizi del XVII secolo il monastero fu fortificato in più punti con la costruzione di una cinta di mura in pietra, sormontata da torri ed un profondo fossato, per permettere ai monaci di sostenere l'eventuale attacco delle truppe svedesi e danesi.
In occasione dello scisma della Chiesa ortodossa russa i monaci vetero credenti cacciarono i rappresentanti dello zar dalle isole, provocando l'assedio di otto anni da parte dell'esercito di Alessio I (1668-1676).

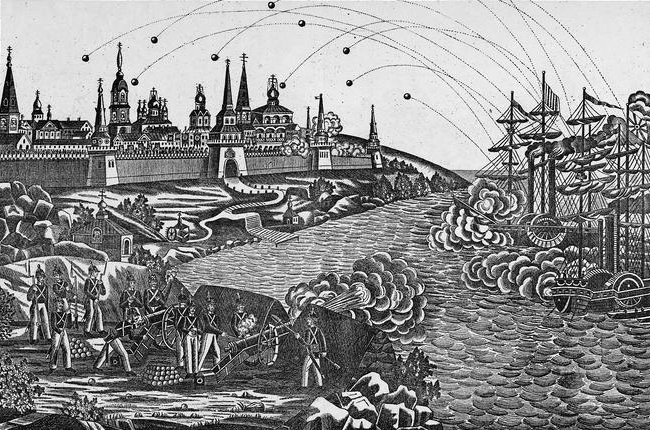
"Bombardamento del Monastero di Soloveckij da parte della marina militare britannica durante la guerra di Crimea". Un lubok (stampa popolare) del 1868.

Durante il periodo imperiale russo il monastero fu rinomato come fortezza. Riuscì infatti a respingere gli attacchi stranieri durante la prima guerra del nord (XVI secolo), il Periodo dei torbidi (XVII secolo), la guerra di Crimea (XIX secolo) e la guerra civile russa (XX secolo).
In Arcipelago Gulag Aleksandr Solzenicyn descrive il secolare lavoro dei monaci, per mostrare come le isole fossero floride prima dell'apertura del gulag:
(Aleksandr Solzenicyn, Arcipelago Gulag)

## Gulag sovietico
Dopo la rivoluzione russa in Russia (1917-18), i monaci vennero cacciati e gli edifici sacri profanati; la stessa cattedrale fu trasformata in dormitorio.
Data la sua costruzione che impediva ogni possibilità di fuga, il monastero divenne sede di un gulag nel 1921, mentre Lenin era ancora a capo della Russia sovietica. Fu trasformato in prigione nel 1929 e chiuso dieci anni dopo, alla vigilia della seconda guerra mondiale. Sfruttando la posizione strategica delle isole, all'inizio della guerra il governo sovietico le trasformò in base navale per la Flotta del Nord. Secondo lo storico Jurij Brodskij, nel gulag morirono 10 000 persone.

## Oggi: monastero e luogo della memoria
All'indomani della caduta dell'URSS, nel 1990, il terreno su cui sorge l'ex campo di lavoro venne restituito alla Chiesa ortodossa russa, mentre gli edifici dell'ex gulag rimasero di proprietà dello Stato, che ne ha ceduto alcuni in concessione ai monaci. Nel 2003 è stata riaperta al culto la cattedrale.

Ogni anno circa 11 000 devoti si recano in pellegrinaggio nei luoghi sacri delle isole Solovki.

## Nella cultura di massa
Nel romanzo Lunedì inizia sabato dei fratelli Strugatskij (1965), l'ISSTEMS (IStituto di ricerca Scientifica e TEcnologica per la Magia e la Stregoneria) è ubicato in Carelia, nella cittadina fittizia di Solovets, ovviamente ispirata alle isole e all'omonimo monastero.